# Pythagório
Pythagório, en grec moderne : Πυθαγόρειο, est un ancien dème et une petite ville de l'île de Sámos, en  Grèce. Depuis 2010, il est fusionné au sein du dème de Sámos-Est.
Selon le recensement de 2011, la population du dème s'élève à 7 996 habitants tandis que celle du village compte 1 272 habitants.
Les vestiges du port fortifié de Pythagoréion sont inscrits sur la liste du patrimoine mondial de l'Unesco.
Jusqu'en 1955, la localité s'appelait Tigáni (Τηγάνι). Elle est rebaptisée Pythagório par l'organisation internationale des pythagoriciens, en l'honneur du grand mathématicien Pythagore, originaire de la localité.